# کریستی میست
کریستی میست (انگلیسی: Kristi Myst؛ زاده ۲۵ دسامبر ۱۹۷۳) نام هنری بازیگر پورنوگرافی پیشین آمریکایی است.